# Feniks (singolo)
Feniks (in russo Феникс?) è un singolo della cantante ucraina Anna Asti, pubblicato il 13 gennaio 2022 come primo estratto dal primo album in studio omonimo.

## Promozione
Anna Asti ha eseguito il brano per la prima volta dal vivo per AvtoRadio, eseguendolo in chiave acustica.

## Video musicale
Il video musicale, diretto da Alexey Good, è stato reso disponibile in concomitanza con l'uscita del brano attraverso il canale YouTube dell'artista.

## Tracce
Testi di Dmitrij Loren, musiche di Oleg Saško.
1. Feniks – 3:49

## Formazione
- Anna Asti – voce
- Oleg Saško – produzione, mastering

## Classifiche
| Classifica (2022-24) | Posizione massima |
| -------------------- | ----------------- |
| Moldavia             | 121               |
| Russia               | 15                |